# アクティブ (テレビ制作会社)
アクティブは、東京都品川区にある制作会社である。

## 沿革
- 1978年8月17日　 「株式会社アクティブ」の社名で発足。
- 2007年12月27日 港区赤坂に移転。
- 2017年2月27日 港区南麻布に移転。
- 2019年11月27日 品川区上大崎に移転。

## 事業内容
- 「映像制作部門」テレビ番組、コマーシャル、PVなどの映像企画・制作を行う。特に近年は、ショッピング番組に特化。
- 「広告代理店・PR部門」広告やイベントなどの企画・立案、メディアの選定、バイイング、PRなどを行う。
- 「プロダクション部門」グループ会社であるアクアプロモーションと共にタレントのマネージメントを行う他、興行・テレビ番組・コマーシャル・PVなどのキャスティングや、編集プロダクション業務も行う。

## グループ会社
- アクアプロモーション